# 松倉城の戦い
松倉城の戦い（まつくらじょうのたたかい）は、永禄12年（1569年）から元亀4年（1573年）にかけて、越後の上杉謙信と越中の椎名康胤が戦った合戦。松倉城は富山県魚津市（旧新川郡）にあった山城である。

## 概要
松倉城は越中三大山城にも数えられる名城で、当時の城主・椎名康胤は越中守護代であった。椎名康胤は当初、越中守護代・神保長職と敵対しており、劣勢であった。永禄5年9月には神通川の合戦に大敗し、松倉城下まで攻め込まれたが、椎名康胤は越後の上杉謙信に救援を要請し、神保長職を神通川以西へ追いやることに成功した。しかし神保長職の勢力は未だ健在で、椎名康胤としては上杉謙信の処置に不満を残していた。

### 永禄12年の謙信の松倉城攻め
永禄11年（1568年）、椎名康胤は甲斐国の武田信玄と手を結び、謙信に背き反乱を起こした。
永禄12年（1569年）に上杉謙信により松倉城を攻められた。しかし松倉城は天然の要害であり、容易には落ちなかった。百日間の攻囲の後、謙信は越後へ引き上げた。その後一旦は上杉氏との和睦がなされた様子。

### 元亀3年の謙信の松倉城攻め
元亀3年（1572年）5月、椎名康胤は武田信玄の西上作戦支援のため越中に侵攻してきた加賀一向一揆に呼応し、再度挙兵した。苦戦しながらも一向一揆軍を撃破した上杉氏軍は、またも敵対した椎名康胤を松倉城に追い込んだ。
元亀4年（1573年）、武田信玄が西上作戦中に死去。正月、椎名康胤はついに降伏して松倉城を明け渡した。